# Alexandra Exterová
Alexandra Alexandrovna Exterová, rozená Grigorovičová (18. ledna 1882 Bělostok – 17. března 1949 Fontenay-aux-Roses) byla malířka, představitelka futurismu, kubofuturismu, konstruktivismu a jiných avantgardních směrů počátku 20. století. Narodila se na území dnešního Polska, které tehdy přináleželo k Ruskému impériu. Její otec byl Bělorus, matka Řekyně. Někdy je též označována za malířku francouzskou, neboť ve Francii se naturalizovala, nebo ukrajinskou, neboť mládí prožila v Kyjevě, kde získala i vzdělání.

## Život
Její otec byl bohatý obchodník, takže se jí dostalo velmi kvalitního vzdělání. Již v jejím dětství se rodina přestěhovala do Kyjeva, kde Alexandra navštěvovala kyjevské gymnázium sv. Olgy a poté uměleckou školu, kde studovala mj. u Alexandera Archipenka. Absolvovala v oboru malba v roce 1906. V roce 1908 se vdala za úspěšného kyjevského právníka Nikolaje Jevgeněviče Extera. Její podkrovní malířské studio na Funduklijevské ulici 27 (dnes Chmelnického ulice) se stalo epicentrem kyjevského intelektuálního života. Častými hosty byli spisovatelé Anna Achmatovová, Ilja Erenburg a Osip Mandelštam, tanečnice Bronislava Nijinska nebo budoucí filmoví režiséři Grigorij Kozincev či Sergej Jutkevič.
V roce 1908 se přidala k futuristické skupině Zveno a vystavovala v Kyjevě spolu s jejími členy. Dobré finanční zabezpečení jí umožňovalo cestovat a střídat místa pobytu, od roku 1908 do roku 1924 přerušovaně žila v Kyjevě, Petrohradu, Oděse, Paříži, Římě a Moskvě. V Paříži se seznámila s Pablem Picassem, Georgesem Braquem či Apollinairem, kteří ji představili Gertrude Steinové. V roce 1912 vystavila šest děl v Galerie La Boétie s Jeanem Metzingerem, Albertem Gleizesem, Marcelem Duchampem a dalšími. V roce 1914 se zúčastnila výstavy v Salon des Indépendants v Paříži společně s Kazimirem Malevičem, Archipenkem či Soniou Delaunay. V témže roce se zúčastnila s Archipenkem či Olgou Rozanovou mezinárodní výstavy futuristů v Římě. V roce 1915 se připojila ke skupině avantgardních umělců zvaných suprematisté.
V letech 1915–1916 pracovala v řemeslných družstvech ve vesnicích Skopci a Verbovka, později založila v Kyjevě výukovou řemeslnou dílnu, která fungovala v letech 1918–1920. Rovněž byla v tomto období jednou z předních scénografek Komorního divadla avantgardního divadelníka Alexandra Jakovleviče Tairova. Navrhovala rovněž baletní kostýmy pro studio Bronislavy Nijinské. V roce 1919 společně s dalšími avantgardními umělci vyzdobila ulice a náměstí Kyjeva a Oděsy abstraktními vzory pro Slavnosti revoluce. V roce 1921 začala pracovat ve Vyšší umělecko-technické dílně (VKhUTEMAS) v Moskvě, kde působila až do roku 1924. Její práce byla vystavena po boku dalších konstruktivistických umělců na výstavě 5x5 = 25 konané v Moskvě v roce 1921. V té době začala navrhovat též módu.
V roce 1924 se s manželem rozhodli emigrovat do Francie a usadili se v Paříži, kde se Alexandra stala profesorkou na Academie Moderne. Od roku 1926 do roku 1930 byla profesorkou na Académie d'Art Contemporain. V roce 1933 začala vytvářet originální iluminované rukopisy (kvaš na papíře), které patří v jejím díle k nejoceňovanějším. Ke slavným patří iluminovaný rukopis Callimaque z roku 1939. V roce 1936 se zúčastnila výstavy kubismu a abstraktního umění v New Yorku a poté měla i samostatné výstavy v Praze a v Paříži. Od roku 1936 až do své smrti byla knižní ilustrátorkou pro nakladatelství Flammarion.